# Родовід давньогрецьких богів
Позначено дванадцять богів Олімпу та богів, хто керував один раз (Уран, Кронос та Зевс).
```
                                    
Хаос

                                     │
                            ┌────────┴──────────────┬───────┬───────┬─────┐
                            │                       │       │       │     │
                           
Гея
                    
Тартар
   
Ерос
   
Еребус
 
Нікс

                            │                       │               │     │
              ┌────────┬────┼──────┬───────────┐    │               │   ┌─┴─────────────────────────────────┐
              │        │    │      │           │    │               │   │                                   │
          
Пітон(Піфон)
 │    │    ┌─┴────┐      └──┬─┘               └─┬─┘           ┌─────┬──────┬──────┬───┴───┬──────┬───────────────────────────────────┬────┬───────┬────────┬───────┐
                       │    │    │      │         │                   │             │     │      │      │       │      │                                   │    │       │        │       │
                       │    │   
Уран
  
Понт
      ┌─┴──────┐          ┌─┴─────┐     
Апате
  
Ерида
 
Герас
  
Гіпнос
  
Кери
  
Мойри
  (
Клото
, 
Лахесіс
, 
Атропа
)      
Мом
  
Морос
  
Немесіда
 
Філотес
  
Танатос

                       │    │   │ │     │       │        │          │       │                           │
                       │    └─┬─┘ │   ┌─┴──┐   
Єхидна
  
Тифон
   
Ефір(Етер)
  
Гемера
                       │ 
                       │      │   │   │    │                                                            └─────────────────────────────────────────────────────────────────────────────────────────────────────────────────────────────────────────────────────────┐
                       │      │   └─┬─┘    │                                                                                                                                                                                                                      │
                       │      │     │      │                                                                                                                                                                                                                      │
                       │      │     │      │                                                                                                                                                                                                                      │
  ┌─────────────────────────────────┘      │                                                                                                                                                                                                                      │
  │                    │      │            │                                                                                                                                                                                                                      │
  │                    └──────│──────┬─────┘                                                                                                                                                                                                                      │
  │                           │      │                                                                                                                                                                                                                            │
  │                           │      └────────────────────────────────────────────────────────────────────────────────────────────────┐                                                                                                                           │
  │                           │                                                                                                       │                                                                                                                           │
  │                ┌──────────┴──────────────────────────────────────────────────────────────────────────────────────────┬────────────│────────────┬────────────────────┬──────────────────────────────────────────────────────┬─────────────────────┐            │
  │                │                                                                                                     │            │            │                    │                                                      │                     │            │
  │                │ (
Титани
)                                                                                            │ (
Кіклопи
)  │            │ (
Гекатонхейри
)     │(
Гіганти
)                                             │ (
Еринії
)            │ (
Мелія
)    │
  │                │                                                                                                     │            │            │                    │                                                      │                     │            │
  │      ┌───────┬─┴─────┬─────────┬───────┬─────────┬──────┬─────┬─────────┬─────────┬────────┬───────┐        ┌────────┼────────┐   │    ┌───────┼──────┐             ├──────────┬───────────┬────────┬───────┐       ┌──────┴─┬──────────┐       ...           │
  │    
Океан
   
Кріос
    
Кей
      
Япет
     
Феба
     
Тетія
 
Кронос
 
Рея
 
Теміда (Феміда)
 
Мнемосіна
 
Гіперіон
 
Тейя
    
Бронт
    
Стероп
    
Арг
 │ 
Бріарей
   
Гієс
  
Котт
          
Алкіной
     
Клітій
    
Енцелад
   
Ехіон
   
Атос
    
Алекто
  
Тисифона
   
Мегера
                    │
  │      │               │         │       │         │      │     │         │         │        │       │                              │                                                                                                                           │
  │      │               └───────┬─│───────┘         │      └──┬──┘         │         │        │       │                           ┌──┴────┬────────┬──────┬───────┐                                                                                              │
  │      │                       │ │                 │         │            │         │        │       │                           │       │        │      │       │                                                                                              │
  │      └────┬──────────────────│─│─────────────────┘         │            │         │        │       │                        
Нерей
   
Тавмант
   
Форкій
  
Кето
  
Еврібія
                                                                                           │

Афродита
      │(
Океаніди
)        │ │                           │            │         │        └──────┬┘                           │                │      │                                                                                                      │
  │     ┌─────┴┬────────┬────────│─│───────┬────────┐          │            │         │               │                            │                └──┬───┘                                                                                                      │
  │     │      │        │        │ │       │        │          │            │         │               │                            │                   │                                                                                                          │
  │    
Асоп
  
Плейона
 
Клімена
     │ │    
Еврінома
  
Доріда
       │            │         │               └───────┬──────┬─────┐       │                   │ (
Форкіди
)                                                                                                │
  │      │     │        │        │ │       │        │          │            │         │                       │      │     │       │                   │                                                                                                          │
  │      │     │        │        │ │       │        │          │            │         │                       │      │     │       │                   │                                                                                                          │
  │      │     │        └─────┬──│─┘       │        │          │            │         │                     
Селена
  
Еос
  
Геліос
    │                 ┌─┴────────┬─────────────────┬──────────┬─────────────────────┬─────────────────┬───────────────┐            │
  │      │     │              │  │         │        └──────────│────────────│─────────│───────────────────────│──────│──────────┬──┘                 │          │                 │          │                     │                 │               │            │
  │      │     │              │  │         └───────────────────│────────────│─────────│───────────┐           │      │          │                    │          │                 │          │                     │                 │               │            │
  │      │     │              │  │                             │            │         │           │           │      │          └────┐               │          │                 │          │                     │                 │               │            │
  │      │     │  ┌────────┬──┴──│────┬────────────┐           │            │         │           │           │      │               │              
Єхидна
      │ (
Горгони
)     
Ладон
        │ (
Граї
)              │(
Геспериди
)  
Скілла
 та 
Харібда
   │ (
Сирени
)   │
  │      │     │  │        │     │    │            │           │            │         │           │           │
Метіда
│               │(50 
Нереїд
)               │                            │                     │                                 │            │
  │      │     │
Атлант
  
Епіметей
 │ 
Прометей
    
Менетій
         │            │         └───────────│───────┐   │  │   │               ├───────────┬─────┐        ├───────┬───────┐         ┌──┴──┬───────┐         ┌┴──────┬────────┬─────────┐      ...           │
  │      │     └─┬┘              │                             │            └─────────────────┐   │       │   │  │   │               │           │     │        │       │       │         │     │       │         │       │        │         │                    │
  │      │       │        ┌──────┴──┐         ┌───────┬──────┬─┴────┬───────┬───────┐         │   │       │   │  │   │            
Амфітріта
   
Фетіда
  ...     
Медуза
  
Стено
  
Евріала
    
Дейно
  
Еніо
   
Пефредо
   
Егла
  
Аретуса
   
Еріфія
   
Геспера
                  │
  │      │       │        │         │         │       │      │      │       │       │         │   │       │   │  │   │                                                                                                                                            │
  │      │       │      
Астерія
   
Лето
     
Гестія
   
Гера
  
Деметра
 
Гадес
  
Посейдон
 
Зевс
        │   │       │   │  │   │                                                                                                                                            │
  │      │       │                 │                 │       │                       │        │   │       │   │  │   │                                                                                                                                            │
  │      │       │(
Плеяди
)         │                 │       │                       │        │   │       │   │  │   │                                                                                                                                            │
  │      │      ┬┴                 │                 │       │                  ┌┬┬┬┬┼┬┬┬┬┬┐  │   │       │   │  │   │                                                                                                                                            │
  │      │     
Майя
                │                 │       └─────────┬────────┘│││││││││││  │   │       │   │  │   │                                                                                                                                            │
  │      │      │                  │                 │                 │         ││││││││││└──│───│───────│───│─┬┘   │                                                                                                                                            │
  │      │      │                  │                 │            
Персефона
      │││││││││└─┬─┘   │       │   │ │    │                                                                                                                                            │
  │      │      └─────┬────────────│─────────────────│───────────────────────────┘│││││││└──│─────│──┬────┘   │ │    │        (
Музи
)                                                                                                                              │
  │      │            │            └───────┬─────────│────────────────────────────┘││││││   │     │  └────────│─│──────────┬───────┬──────┬─────┬────────┬──────────┬──────────┬───────┬────────┬──────┬─────────┬─────────┐                                      │
  │      │          
Гермес
                 │         │                             │││││└───│─────│───────┬───┘ │    │     │       │      │     │        │          │          │       │        │      │         │         │                                      │
  │      │            │               ┌────┴──┐      │                             │││││    └─────│───────│──┐  │    │   
Мелета
  
Мнема
  
Аойда
  
Кліо
  
Мельпомена
 
Терпсіхора
   
Талія
   
Евтерпа
  
Ерато
  
Уранія
  
Полігімнія
  
Калліопа
                                 │
  │    
Егіна
          │               │       │      └─────────────┬───────────────┘│││└──────────│───┬───│──│──│────┘                                                                                                                                            │
  │      │            │           
Артеміда
  
Аполлон
                │                │││           │   │   │  └──│────────┬─────────────────────┬─────────────────┐                                                                                                │
  │      └────┬───────│────────────────────────────────────────────│────────────────┘││           │   │   │     │        │                     │                 │                                                                                                │
  │           │       │                          ┌────────┬────────┴──┬────────┐     ││           │ 
Ерса
  │ 
Атена(Афіна)
 │                   
Астрея
           
Мойри
 (
Клото
, 
Лахесіс
, 
Атропа
)                                                                      │
  │          
Еак
      │                          │        │           │        │     ││           │       │              │                                                                                                                                        │
  │                   │                         
Арес
     
Ілітія
   
Гефест
      
Геба
   │└─────────┬─┘     ┌─┴────┐         │ (
Ауксо
, 
Карпо
 й 
Талло
)                                                                                                                 │
  │                   │                          │                                   │          │       │      │       
Ори(Гори)
    (та)                                                                                                                          │
  ├───────────────────│───────────────┬──────────┘                                 
Геракл
       │      ..... 
Пандія
         (
Діке
, 
Евномія
, та 
Ейрена
)                                                                                                            │
  │                   │               │                                                 (
Харити
)│                                                                                                                                                                 │
  └───────────────┬───┘    ┌───────┬──┴───┬───────┬─────────┬───────┐             ┌──────┬──────┴─────────┬──────────┬─────────┬─────────┬───────┐                                                                                                                │
                  │        │       │      │       │         │       │             │      │      │         │          │         │         │       │                                                                                                                │
                  │     
Антерос
  
Деймос
  
Ерос
  
Гармонія
   
Гімерот
  
Фоб
          
Аглая
   
Авксо
  
Charis
  
Евфросіна
   
Гегемона
  
Пасіфея
    
Фаенна
  
Талія
                                                                                                             │
                  │                                                                                                            │                                                                                                                                  │
     ┌──────────┬─┴──────────┬───────┬──────┐                                                                                  │                                                                                                                                  │
     │          │            │       │      │                                                                                  │                                                                                                                                  │
  
Евномія
  
Гермафродит
     
Пейто
   
Родос
   
Тіхе
                                                                                └───────────────────────────────────────────────────────────────────────────────────────────────────────────────────┬──────────────┘
                                                                                                                                                                                                                                                   │  (
Оніріди
)
                                                                                                                                                                                                                                        ┌──────────┼─────────┐
                                                                                                                                                                                                                                        │          │         │
                                                                                                                                                                                                                                      
Морфей
     
Фантас
    
Фобетор
```